# CEA-311 Anequim
 (octobre 2021).
Le CEA-311 Anequim est un avion monomoteur expérimental brésilien, conçu et construit par une équipe d'étudiants et de chercheurs du Centre d'études aéronautiques de l'Université fédérale du Minas Gerais(UFMG). Le projet a démarré en mars 2011 et le premier vol a eu lieu en novembre 2014.
Son surnom "Anequim" (appellation en portugais du requin-taupe commun) lui a été attribué par analogie d'aspect avec ce poisson, réputé le plus rapide des océans (il peut nager à 70 km/h).
En août 2015, ce monomoteur est entré dans l'histoire de l'aviation mondiale en battant cinq records du monde de vitesse homologués par la Fédération aéronautique internationale dans la catégorie des avions pesant de 300 à 500 kg.

## Description
(pt) [vidéo] Gunar Armin Halboth, « Présentation de l'avion par le pilote (sous titré en anglais) », sur YouTube, 8 août 2020 (consulté le 8 septembre 2022)

## Records
Au terme d'une semaine d'activités, le 23 août 2015, l'équipe de chercheurs sous la direction du professeur Paulo Iscold et le pilote Gúnar Armin Halboth, a obtenu des résultats significatifs par rapport aux précédents, totalisant cinq nouveaux records du monde sur monomoteur à piston pesant moins de 500 kg :
- Vitesse en ligne droite sur 3 km : obtenue par la vitesse moyenne de quatre segments de 3 km, deux dans chaque sens, pour tenir compte du vent, et avec maintien d'altitude. La vitesse moyenne finale était de 521 km/h, avec l'un des passages effectué à 532 km/h. Le record précédent était de 466 km/h.
- Vitesse en ligne droite sur 15 km : obtenue par la vitesse moyenne de deux segments de 15 km, un dans chaque sens, pour tenir compte du vent. La vitesse moyenne finale était de 511 km/h. Le record précédent était de 454 km/h.
- Vitesse en circuit fermé de 100 km : obtenue par à la vitesse moyenne d'un circuit prédéterminé de 100 km, avec maintien d'altitude et limitations sur la largeur des portes d'entrée et de sortie. La vitesse moyenne finale était de 490 km/h, soit 100 km/h plus rapide que le record précédent. Cette différence de vitesse entre les records en ligne droite et les records en circuit fermé est principalement due à la correction des durées de virage (si le virage est trop serré, l'augmentation du facteur de charge consomme beaucoup d'énergie et s'il est trop large, cela fait perdre beaucoup de temps).
- Vitesse en circuit fermé de 500 km : obtenue par la vitesse moyenne d'un circuit prédéterminé de 500 km, avec maintien d'altitude et limitations sur la largeur des portes d'entrée et de sortie. Comme pour le record des 100 km, il y a une correction du temps de virage. La vitesse moyenne finale obtenue était de 493 km/h. Le record précédent était de 387 km/h.
- Temps de montée jusqu'à 3 000 m : dans ce record, on compte le temps mis par l'avion pour atteindre 3 000 m (environ 10 000 pieds). Le chronomètre se déclenche au premier mouvement de roue au début de la course au décollage, et s'arrête au franchissement de la barrière des 3 000 m. Le temps final obtenu était de 2 min et 26 secondes, une amélioration considérable par rapport au record précédent qui était de 3 min et 8 secondes.